# Oxydia hispata
Oxydia hispata là một loài bướm đêm trong họ Geometridae.